# City of Rocks National Reserve

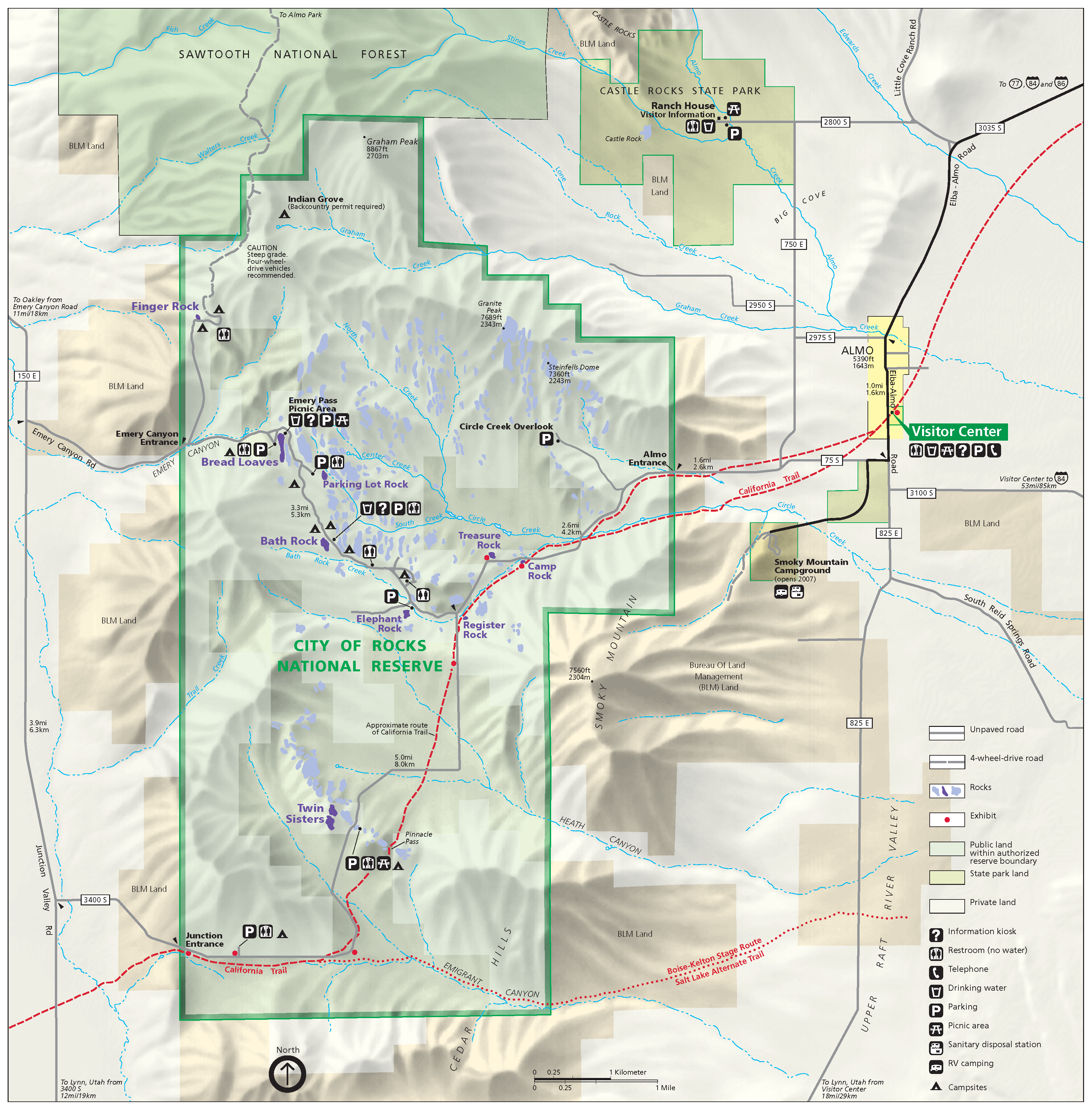
Detailkaart van City of Rocks National Reserve

De City of Rocks National Reserve is een Staatspark en beschermd natuurgebied in de Amerikaanse staat Idaho nabij Almo in Cassia County. het nationaal reservaat heeft zijn bescherming en naam te danken aan de rotsformaties City of Rocks, dat ook wel de Silent City of Rocks of simpelweg The City wordt genoemd. De rotsformaties zijn ook deels gelegen in het naburige Castle Rocks State Park. Het gebied is bekend vanwege zijn historische betekenis langs de California Trail en, meer recent, voor de uitstekende rotsklimmogelijkheden.
Het reservaat bevindt zich in het zuidelijke deel van het Albiongebergte. Aan de oostzijde wordt het gebied begrensd door de vallei van de Raft River en in het noorden door de vallei van de Snake. Het laagste punt bevindt zich op 1720 meter bij Circle Creek; het hoogste punt is Graham Peak in het noorden van het reservaat.

## Rotsklimmen
De rotsen bestaan voornamelijk uit plutonisch graniet uit het Oligoceen, maar ook uit graniet uit het (véél oudere) Archeïcum. Er zijn meer dan 1000 traditionele rotsklimroutes uitgezet met haken in de rots.

## California Trail

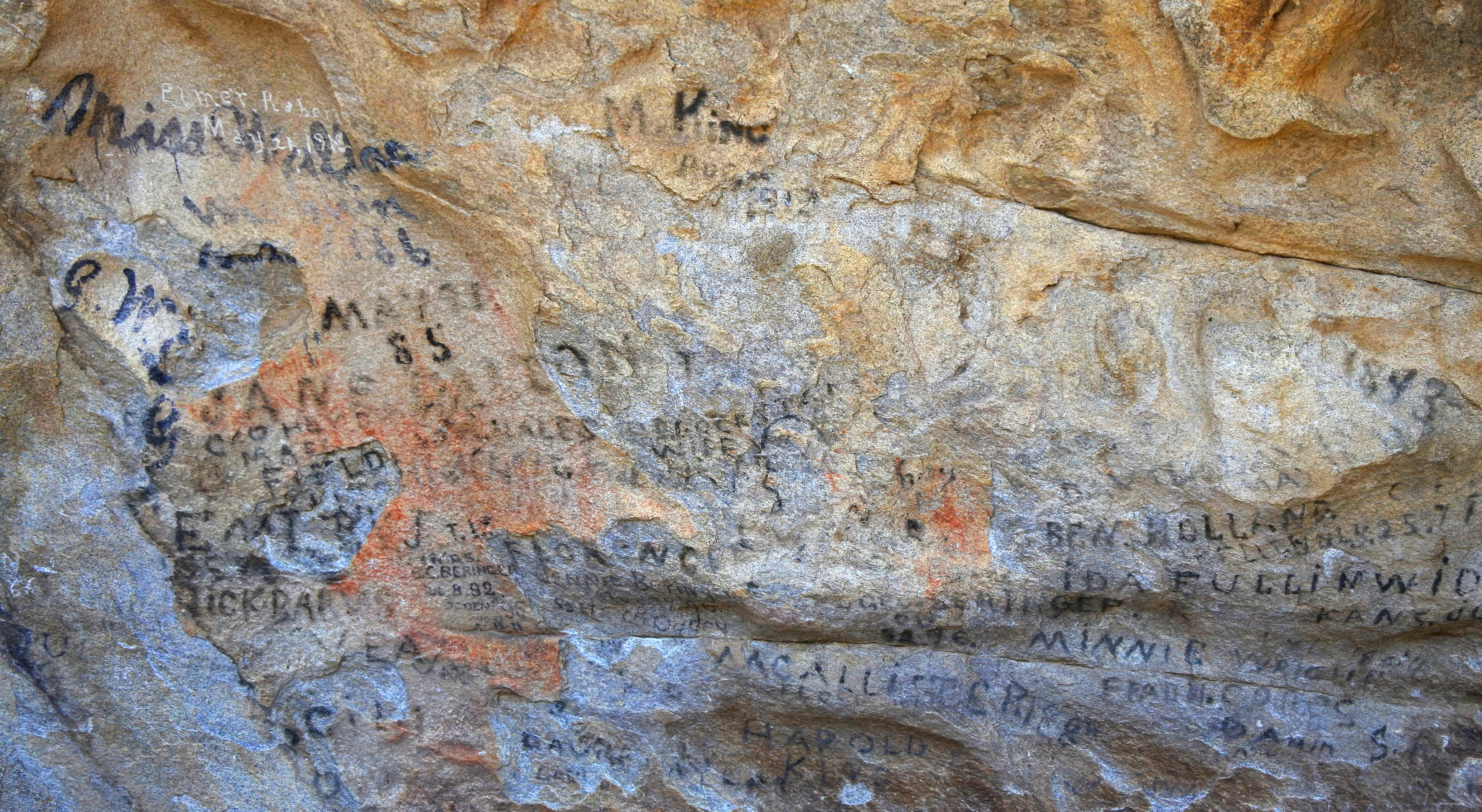
Namen en datums van passanten in smeervet geschreven door migranten langs de California Trail

Tot Fort Hall in het zuidoosten van Idaho volgde de California Trail dezelfde route als de eerder bekende Oregon Trail. Ten westen van Fort Hall, splitste de California Trail zich af en volgde deze de Raft River, een zijrivier van de Snake, en ging zuidwestwaarts tot aan de City of Rocks. Vervolgens moest men over de 2130 meter hoge Granite Pass westwaarts, om uiteindelijk bij Humboldt Wells de Humboldt te bereiken.
De route via de City of Rocks werd gevonden door Joseph B. Chiles, die in 1842 terugkeerde vanuit Californië naar het oosten. Hierbij ontdekte hij de route via Granite Pass, een efficiënte manier om vanuit het oosten de Humboldt te bereiken. Het jaar erop stuurde hij "mountain man" en gids Joseph Walker over zijn route via de City of Rocks en Granite Pass. In 1844 slaagden de eerste kolonisten erin met huifkarren over de Sierra Nevada te trekken. Deze Stephens-Townsend-Murphy Party volgde de in 1842 en 1843 door Chiles en Walker verkende route via Fort Hall, de Raft River en de City of Rocks.
In latere jaren werd de City of Rocks vanuit het oosten ook bereikt via de "Salt Lake Cutoff", een route die Salt Lake City verbond met de California Trail bij de City of Rocks. De route passeerde ten noorden van het Great Salt Lake en vermeed zo de Great Salt Lake Desert ten westen van Salt Lake City. Deze "shortcut" werd ontdekt in 1848 door soldaten van het Mormon Battalion die terugkeerden van de oorlog tegen Mexico in Californië. Vanaf de City of Rocks, ondertussen een ijkpunt op de gevestigde California Trail, passeerden ze langs de noordelijke zijde van het Great Salt Lake om zo hun thuis, het in 1847 gestichte Salt Lake City te bereiken.